# Kim Myong-gyu
Kim Myong-gyu ((김명규?, 金明圭?); 8 gennaio 1985) è un calciatore nordcoreano, difensore del Rimyongsu.